# 猫の皿
『猫の皿』（ねこのさら）は、古典落語の演目。同題は主に東京落語で用いられる。このほかに『猫の茶碗』（ねこのちゃわん）の演題もある。東京落語・上方落語の両方で演じられる。
旅人が、旅先で立ち寄った茶店で店主を言いくるめて、ある名品の皿（『猫の茶碗』の場合、小鉢）を買い叩こうとするが、実は店主の方が一枚上手で、旅人のほうを騙していたという滑稽噺。月尋堂・作の浮世草子『子孫大黒柱』所収の「一休和尚」や「爪かくす猫の食器」に原型がみられる。また、滝亭鯉丈の『大山道中膝栗毛』三編下巻（文政4年・1821年）に、猿と鎖が登場する同一のシーンが見られる。

## あらすじ
旗師（はたし）という、無店舗の古美術仲買人を営んでいたある男は、地方に出かけて骨董品を見つけては所有者を言葉巧みに騙して、それを安値で買い叩き、高値で都市（江戸ないし大坂）の蒐集家に売りつけて生計を立てていた。
男は宿場町へ通じる街道沿いの茶店で、茶を飲みながら店主と世間話をしていた。ふと店の隅で餌を食べる飼い猫を見ていると、猫が食べている餌受け皿が名品の「絵高麗の梅鉢」（演者によっては、他に「柿右衛門の逸品」などとする）であることに気づいた。男はこれを買い叩こうと企み、何気ない風を装って猫を抱き寄せ、「ご亭主の飼い猫がどうにも気に入った。3両で是非私に引き取らせてはくれないか」と持ちかけた。
店主が承諾すると男は、「猫は、皿が変わると餌を食べなくなると聞く。この皿も一緒に持っていくよ」と、何気なく梅鉢を持ち去ろうとした。店主はそれを制し、「猫は差し上げますが、これは捨て値でも300両、という名品でございますから売るわけにまいりません」と告げた。
驚いた男が「何だ、知っていたのか。これが名品とわかっていながら、何でそれで猫に餌をやっているのだ」と尋ねると、店主いわく、
「はい、こうしておりますと、時々猫が3両で売れます」。

## バリエーション
猫や皿の価格、通貨単位は演者によって変わる。
3代目桂米朝は時代設定を現代に近くし、郊外のバス停近くの食料品店を舞台として演じた。
宿場町を特定する演じ方がある。熊谷宿、川越宿など。